# Сальвиоли, Карло
Карло Сальвиоли (итал. Carlo Salvioli, 2 ноября 1849, Венеция — 29 января 1930, Мирано) — итальянский шахматист и шахматный теоретик.
Родился в Венеции, получил профессию нотариуса. Известен работами в области истории и теории шахмат, в частности эндшпиля. Автор нескольких трудов, в том числе книг «Теория и практика шахматной игры» (Teoria e pratica del giuoco degli scacchi; Венеция, 1885—1888) и «La partita d’oggi» (первые четыре тома выходили по отдельности в 1927—1930 гг.; Сальвиоли умер во время работы над последним, пятым томом). Работу над «La partita d’oggi» продолжили коллеги Сальвиоли, выход в 1932 году полной версии книги имел большой резонанс в шахматном мире.
В качестве игрока стал победителем третьего итальянского национального турнира (Милан, 1881) и стал неофициальным чемпионом Италии. Выступил одним из организаторов следующего, четвёртого итальянского национального турнира (Венеция, 1883) и занял на нём 3-е место.
В 1920 году на съезде в Варезе была основана Итальянская шахматная федерация, Сальвиоли стал почётным президентом новой организации.
Умер в Мирано, завещал имущество местной благотворительной организации (Congregazione di Carità), построившей на эти средства больницу.
Имя Карло Сальвиоли носит венецианский шахматный клуб.

## Спортивные результаты
| Год  | Город   | Соревнование            | + | − | = | Результат | Место |
| ---- | ------- | ----------------------- | - | - | - | --------- | ----- |
| 1881 | Милан   | 3-й национальный турнир |   |   |   | 11 из 16  | 1     |
| 1883 | Венеция | 4-й национальный турнир |   |   |   | 9 из 16   | 3     |
| 1886 | Рим     | 5-й национальный турнир |   |   |   | 9 из 16   | 4     |